# Манила (Јута)
Манила (енгл. Manila) град је у америчкој савезној држави Јута.

## Демографија
По попису из 2010. године број становника је 310, што је 2 (0,6%) становника више него 2000. године.
| Група             | 2000.       | 2010.       |
| Белци             | 272 (88,3%) | 298 (96,1%) |
| Афроамериканци    | 6 (1,9%)    | 0 (0,0%)    |
| Азијати           | 0 (0,0%)    | 0 (0,0%)    |
| Хиспаноамериканци | 28 (9,1%)   | 8 (2,6%)    |
| Укупно            | 308         | 310         |